# Smithsonian Institution
Smithsonian Institution – największy na świecie kompleks muzeów i ośrodków edukacyjno-badawczych, mieszczący się głównie w Waszyngtonie, powstały jako fundacja w roku 1846 na podstawie testamentu Jamesa Smithsona, brytyjskiego chemika i mineraloga. 
Finansuje i organizuje badania naukowe, wydaje książki i czasopisma, prowadzi wymianę publikacji z zagranicznymi ośrodkami naukowymi. Na cześć instytutu jedną z planetoid nazwano Smithsonian.

## Organizacja Smithsonian Institution
W skład instytucji wchodzą między innymi:
- Anacostia Community Museum – muzeum historii i kultury społeczności afroamerykańskich
- Arts and Industries Building
- Cooper-Hewitt, National Design Museum
- Freer and Sackler Galleries – muzeum sztuki azjatyckiej i malarstwa amerykańskiego
- Hirshhorn Museum and Sculpture Garden
- National Air and Space Museum – muzeum historii, nauki i technologii lotnictwa i lotów kosmicznych
  - Steven F. Udvar-Hazy Center – aneks do muzeum lotnictwa, położony w miejscowości Chantilly w stanie Wirginia
- National Museum of African Art – muzeum sztuki afrykańskiej
- National Museum of American History, Behring Center – muzeum historii nauki, technologii, społeczeństwa i kultury w Ameryce
- National Museum of Natural History – muzeum historii naturalnej
- National Museum of the American Indian – muzeum Indian amerykańskich
- National Portrait Gallery
- National Postal Museum – muzeum historii poczty i filatelistyki
- National Zoological Park – ogród zoologiczny
- Smithsonian American Art Museum and the Renwick Gallery – muzeum malarstwa, rzeźby, grafiki, sztuki ludowej i fotografii od XVIII wieku do czasów współczesnych
- Smithsonian Institution Building, the Castle – pierwszy budynek Smithsonian Institution, obecnie centrum informacyjne i administracyjne.

Zbiory instytucji liczą w sumie ponad 142 miliony eksponatów. Znajdują się w nich m.in.:
- cylinder Abrahama Lincolna
- ogromny sztandar, który podczas bitwy pod Baltimore zainspirował Francisa Keya do napisania hymnu Stanów Zjednoczonych
- list, który znajdował się w sterowcu „Hindenburg” podczas katastrofy i dotarł do adresata
- duża część ENIAC-a.

## Administracja
Kanclerzem Smithsonian Institution jest z urzędu prezes Sądu Najwyższego (obecnie John Glover Roberts). Sprawy organizacji są prowadzone ponadto przez 17-osobową radę, w której skład wchodzi osiem osób z racji pełnienia urzędu: prezes Sądu Najwyższego, wiceprezydent Stanów Zjednoczonych, trzech senatorów (wyznaczonych przez przewodniczącego Senatu) oraz trzech członków Izby Reprezentantów (wyznaczonych przez spikera).
Lista sekretarzy Smithsonian Institution
1. Joseph Henry (1846–1878)
2. Spencer Fullerton Baird (1878–1887)
3. Samuel Pierpont Langley (1887–1906)
4. Charles Doolittle Walcott (1907–1927)
5. Charles Greeley Abbot (1928–1944)
6. Alexander Wetmore (1944–1952)
7. Leonard Carmichael(inne języki) (1953–1964)
8. Sidney Dillon Ripley(inne języki) (1964–1984)
9. Robert McCormick Adams(inne języki) (1984–1994)
10. I. Michael Heyman(inne języki) (1994–1999)
11. Lawrence M. Small(inne języki) (2000–2007)
12. G. Wayne Clough(inne języki) (2008–2015)
13. David J. Skorton(inne języki) (od 1 lipca 2015)